# Hemicyclops leggii
Hemicyclops leggii is een eenoogkreeftjessoort uit de familie van de Clausidiidae. De wetenschappelijke naam van de soort is voor het eerst geldig gepubliceerd in 1903 door I. C. Thompson & A. Scott.